# Psilochorus topanga
Psilochorus topanga är en spindelart som beskrevs av Chamberlin och Ivie 1942. Psilochorus topanga ingår i släktet Psilochorus och familjen dallerspindlar. Inga underarter finns listade i Catalogue of Life.